# Gorzupia (Grande-Pologne)
Pour les articles homonymes, voir Gorzupia.
Gorzupia (prononciation : [ɡɔˈʐupja]) est un village polonais de la gmina de Krotoszyn dans le powiat de Krotoszyn de la voïvodie de Grande-Pologne dans le centre-ouest de la Pologne.
Il se situe à environ 6 kilomètres à l'est de Krotoszyn (siège de la gmina et du powiat) et à 89 kilomètres au sud-est de Poznań (capitale régionale).
Le village possédait une population de 719 habitants en 2014.

## Histoire
De 1975 à 1998, le village faisait partie du territoire de la voïvodie de Kalisz.

Depuis 1999, Gorzupia est situé dans la voïvodie de Grande-Pologne.